# Olga Erikowna Iwanowa
Olga Erikowna Iwanowa (russisch Ольга Эриковна Иванова; * 23. März 1993 in Werchneuralsk in der Oblast Tscheljabinsk) ist eine russische Taekwondoin, die im Schwergewicht startet.
Iwanowa nimmt seit 2007 an internationalen Wettkämpfen teil. Sie startete bei den Olympischen Jugend-Sommerspielen 2010 in Singapur, schied dort jedoch in der Klasse über 63 Kilogramm im Viertelfinale aus. Im Erwachsenenbereich schaffte Iwanowa den Durchbruch in die internationale Spitze bei der Weltmeisterschaft 2011 in Gyeongju. Im Schwergewicht über 73 Kilogramm scheiterte sie erst im Halbfinale an der späteren Weltmeisterin Anne-Caroline Graffe und gewann mit Bronze ihre erste internationale Medaille. Zudem gewann sie im gleichen Jahr auch Bronze bei der Universiade in Shenzhen. Bei der Europameisterschaft 2012 in Manchester traf Iwanowa im Halbfinale erneut auf Graffe und gewann nach einer Niederlage mit Bronze auch ihre erste EM-Medaille.